# Uig Lodge

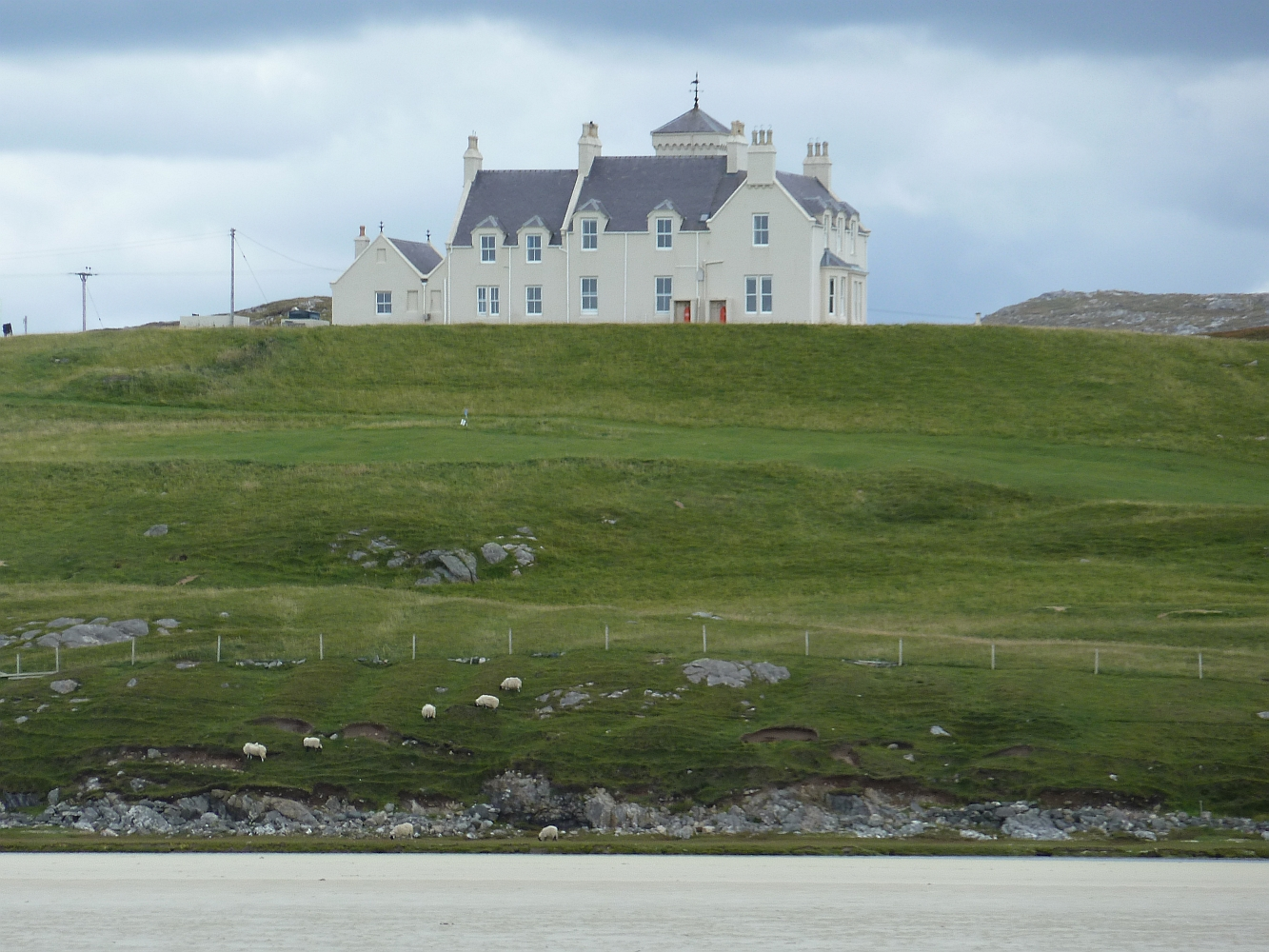
Rückwärtige Westseite der Uig Lodge

Die Uig Lodge ist ein Jagdsitz nahe dem Weiler Timsgarry auf der schottischen Hebrideninsel Lewis. 1993 wurde das Bauwerk in die schottischen Denkmallisten in der Denkmalkategorie B aufgenommen.

## Geschichte
Die Jagdlodge wurde im Jahre 1876 errichtet. Es handelt sich um einen der Jagdsitze der acht Jagdreviere James Mathesons, dem Eigentümer der Insel. Möglicherweise wurde das Gebäude später erweitert.

## Beschreibung
Die Uig Lodge steht auf einem Plateau oberhalb eines Strands an der Ostküste der Uig Bay am Südrand von Timsgarry. Das zweigeschossige Gebäude weist einen L-förmigen Grundriss auf. Zentrales Merkmal ist ein quadratischer, dreigeschossiger Turm im Italianate Style im Gebäudeinnenwinkel. Er schließt mit einem Pyramidendach mit hoher Wetterfahne. Die Fassaden der Uig Lodge sind asymmetrisch aufgebaut. Lukarnen mit Krüppelwalmgauben durchbrechen die Traufen. An der Nordseite verläuft ein eingeschossiger Flügel orthogonal.